# Юбилейная медаль «XX лет Рабоче-Крестьянской Красной Армии»
Юбилейная медаль «XX лет Рабоче-Крестьянской Красной Армии» учреждена Указом Президиума Верховного Совета СССР от 24.01.1938 «Об учреждении юбилейной медали „XX лет Рабоче-Крестьянской Красной Армии“», в ознаменование 20-летия существования Рабоче-Крестьянской Красной Армии (РККА) и Военно-Морского Флота (ВМФ).
Автор рисунка медали — художник С. И. Дмитриев.

## Положение о медали
Юбилейной медалью «XX лет Рабоче-Крестьянской Красной Армии» награждаются лица кадрового командного и начальствующего состава Красной Армии и Военно-Морского Флота:
- прослужившие в рядах РККА и ВМФ к 23 февраля (день Красной Армии) 1938 года 20 лет и заслуженные перед Родиной участники гражданской войны и войны за свободу и независимость отечества, состоящие в кадрах РККА и ВМФ;
- награждённые орденом Красного Знамени за боевые отличия в годы Гражданской войны.

В выслугу лет в рядах РККА и ВМФ засчитывается служба в отрядах и дружинах Красной Гвардии и в Красных партизанских отрядах, действовавших против врагов Советской власти в период 1917—1921 гг.
Правила ношения медали, цвет ленты и её размещение на наградной колодке были утверждены Указом Президиума Верховного Совета СССР «Об утверждении образцов и описание лент к орденам и медалям СССР и Правил ношения орденов, медалей, орденских лент и знаков отличия» от 19 июня 1943 года. 
При наличии других медалей СССР медаль «XX лет Рабоче-Крестьянской Красной Армии» первоначально располагалась после медали Нахимова (это отражено во многих нормативных документах, например приказ министра внутренних дел СССР от 2 июня 1975 года № 140 или приказ министра гражданской авиации СССР от 28 октября 1977 года № 175), с 27 июля 1981 года медаль располагается после медали «За освоение недр и развитие нефтегазового комплекса Западной Сибири» (это отражено во многих нормативных документах, например приказ министра обороны СССР от 4 марта 1988 года № 250).

## Описание медали
Юбилейная медаль «XX лет Рабоче-Крестьянской Красной Армии» имеет форму правильного круга диаметром 32 мм. Поверхность круга матовая, ободка шириной в 2,5 мм — блестящая. На лицевой стороне круга помещена пятиконечная красная эмалевая звезда с серебряной окантовкой. Внизу круга, между нижними лучами звезды, расположена позолоченная цифра «ХХ» высотой 8 мм и шириной 7 мм. Основание цифры упирается в верхний край ободка.
На оборотной стороне медали изображена фигура стреляющего из винтовки красноармейца высотой в 25 мм, одетого в зимнюю караульную форму, внизу правее фигуры красноармейца дата «1918-1938».
Медаль изготовлена из оксидированного серебра 925 пробы, цифры «ХХ» — позолочены. Содержание чистого серебра в медали — 15,592 г, золота — 0,10 г.
Медаль при помощи ушка и кольца соединялась с прямоугольной колодочкой со щелевидной рамкой в нижней части. Колодка покрывалась лентой красного цвета, пропущенной сквозь нижнюю щель. На оборотной стороне колодки имелся припаянный нарезной штифт и круглая прижимная гайка для крепления медали к одежде.
На гайке размещалось клеймо “МОНДВОР” выпуклыми буквами и штампованный серийный номер медали. Номер на гайке соответствовал номеру удостоверения к медали.
После вступления в силу Указа от 19 июня 1943 года все медали полагалось носить на пятиугольных колодках. Также для всех довоенных медалей учреждались ленты соответствующих цветов. Эта медаль получила ленту серого цвета с двумя продольными красными полосками по краям. Ширина ленты — 24 мм, ширина полосок по 2 мм. Медаль крепилась при помощи булавки, расположенной с оборотной стороны колодочки.

## Награждения
В период с января 1938 по декабрь 1940 года медалью были награждены 32 127 человек.
Согласно отчёту начальника Управления по начальствующему составу РККА Щаденко Е. А. от 5 мая 1940 года в таблице награждений указано, что в 1938 году юбилейной медалью награждено 27 575 человек, а в 1939 году — 2 515 человек.
По состоянию на 1 января 1995 года медалью награждено 37 504 человека. Минимальный известный номер медали – 863, максимальный – 37672. Медаль после Великой Отечественной войны стала весьма редкой наградой: часть награждённых была репрессирована, многие погибли или попали в плен в годы войны (статистика не приведена).
См.: Категория:Награждённые медалью «XX лет Рабоче-Крестьянской Красной Армии»